# 企業向けウィキ
企業向けウィキ（Corporate wiki）（or Enterprise wiki）とは、Wikipediaに代表されるコンシューマー用のウィキ (Wiki) とは違い、アクセス制御やスケーラビリティといった、企業（又は、組織）の利用に必要な機能が強化されたWikiエンジンのこと。

## 利点
- 企業内（組織内）の他の情報システムへのリンクを持たせたページを簡単に作成でき、企業内（組織内）の情報の共有を促進する。

分散型の性質により、原則として、中央管理された知識リポジトリよりも迅速かつ安価に、必要な情報を組織全体に広めることができる。
- 企業内（組織内）のメーリングリストなどによる電子メールシステムの負荷を低減させる。
- 文書管理システム、プロジェクト管理、顧客関係管理、企業資源計画、およびその他の多くの種類のデータ管理にも使用できる。
- 部門や地位に応じたアクセス制限を設けることができる。

## 製品
完全にWikiエンジンのみの製品というのはなく、どれもWikiを中心にブログやメールといった関連機能を併せ持つことで、利用者の生産性向上を図っている。

### 代表例
- Confluence by Atlassian
- Docbase
- GROWI
- Jotspot
- Microsoft SharePoint
- MindTouch Deki
- NotePM
- Notion
- Socialtext
- TimWiki by アセントネットワークス
- XWikiEnterprise

## 利用
多くの企業や政府組織の中で、内部でウィキを使用しているのは、Adobe Systems、Amazon.com、Intel、Microsoft、および  United States intelligence community がある。